# Let the Jam Roll
Os Let the Jam Roll são uma banda, de Guimarães, formada em finais de 2005. A banda consolidou-se após uma Jam Session, dado que a maioria dos músicos se conheciam, e já há muito que o desejo de constituir a banda os “perseguia”.

## Formação
Formaram-se com uma filosofia de criação sem barreiras, sustentada por uma grande componente de improvisação e, através da intuição e sentimento, aliar o tema à mensagem. Mensagem essa, que, sempre irreverente, luta por uma liberdade na criação e na expressão, de modo, a que a obra se mantenha genuína e fiel aos princípios essenciais da música, permitindo, assim, uma maior evolução tanto artística como humana. Barreiras como o limite de tempo, estrutura musical pré-formulada ou composição direccionada, não fazem parte da filosofia LJR. Adeptos de uma sonoridade declaradamente orientada para espectáculos ao vivo, primando pela animação e versatilidade dos temas aliados a uma mensagem moderna e de forte componente social, permitindo, assim, uma maior comunicabilidade com o publico. Obviamente, os concertos tornam-se a sua principal “arma”, nos quais se evidenciam as suas performances enérgicas proporcionando, também, surpresa para os espectadores mais atentos, recriando um pouco o espírito da Jam Session d’outrora. Espírito este que teve inicio com linguagens como o blues e o jazz, nunca esquecidos, dada a relevância destes na evolução da música mundial; que os LJR recriam transportando-o para outras linguagens mais actuais, sendo a sua, a Fusão – a fusão musical das fusões emocionais.

## Discografia
- Let the Jam Roll (2006)
- Drones (EP) (2007)
- One Minute to change the World (Single) (2010)
- Why Not? (2013)